# Rynek Trybunalski
Rynek Trybunalski, česky lze přeložit jako Tribunálské náměstí nebo Tribunálský trh, je historické náměstí v čtvrti Stare Miasto ve městě Piotrków Trybunalski v Lodžském vojvodství v Polsku.

## Další informace
Rynek Trybunalski se nachází v centru města, asi 900 m od vlakového a autobusového nádraží. V minulosti byl nazýván Stary Rynek nebo Plac Trybunalski. Náměstí bylo trhem, který zde byl založen ve čtrnáctém století. Asi v 15. století byla na náměstí postavena zděná radnice, která byla několikrát přestavována. Vedle radnice byla městská váha a dodnes existující středověký pranýř. Radnice byla sídlem obecních úřadů až do roku 1863 a po roce 1867 byla zbořena. Historické domy v západním a jižním průčelí měly arkády, které jsou dnes zazděné. Budovy kolem náměstí pocházejí převážně z 18. a 19. století a často stojí na základech starších středověkých budov a jsou památkově chráněny. Na domech jsou umístěné četné desky věnované historickým událostem a osobnostem města.

## Galerie

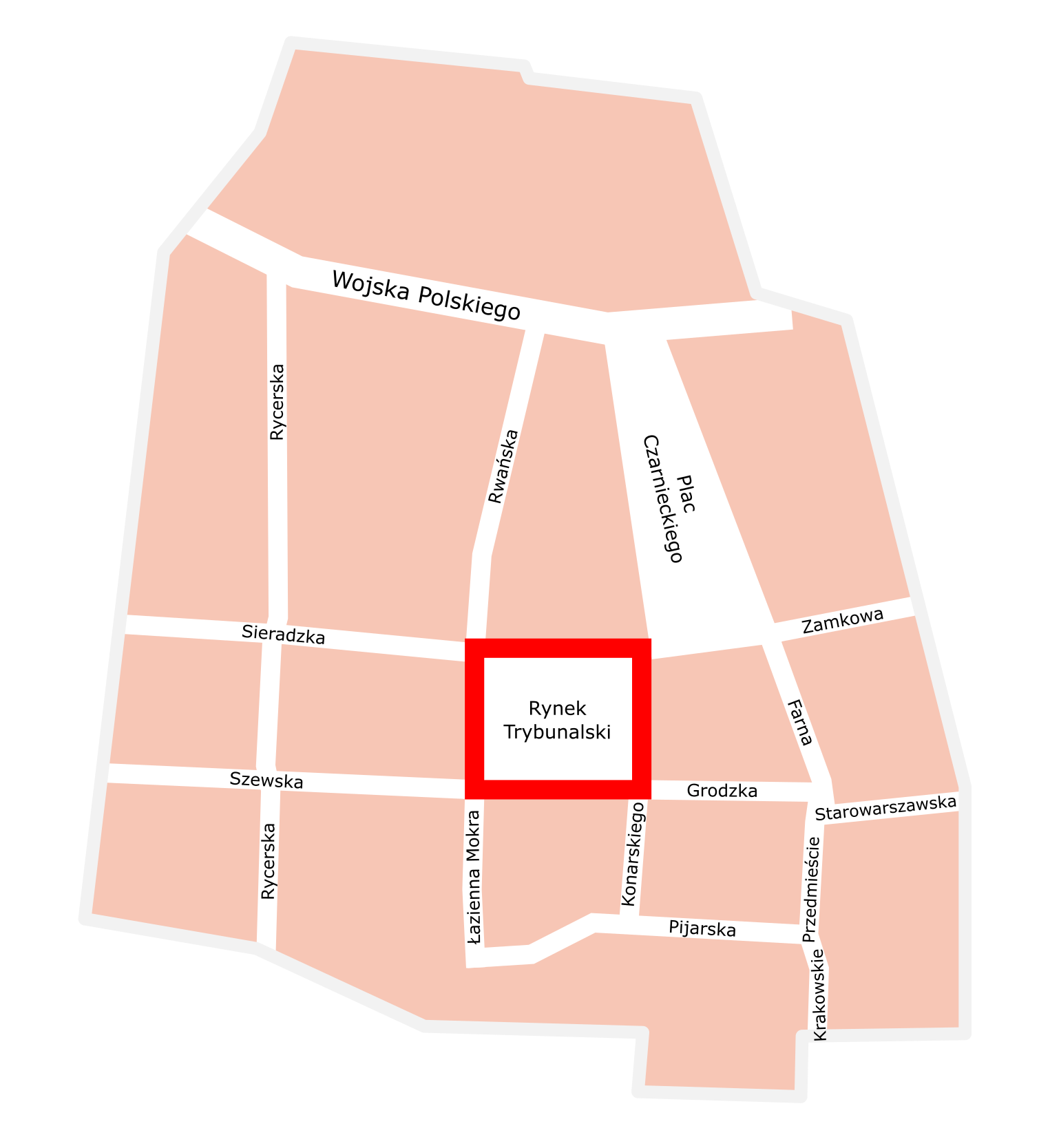
Poloha náměstí ve městě
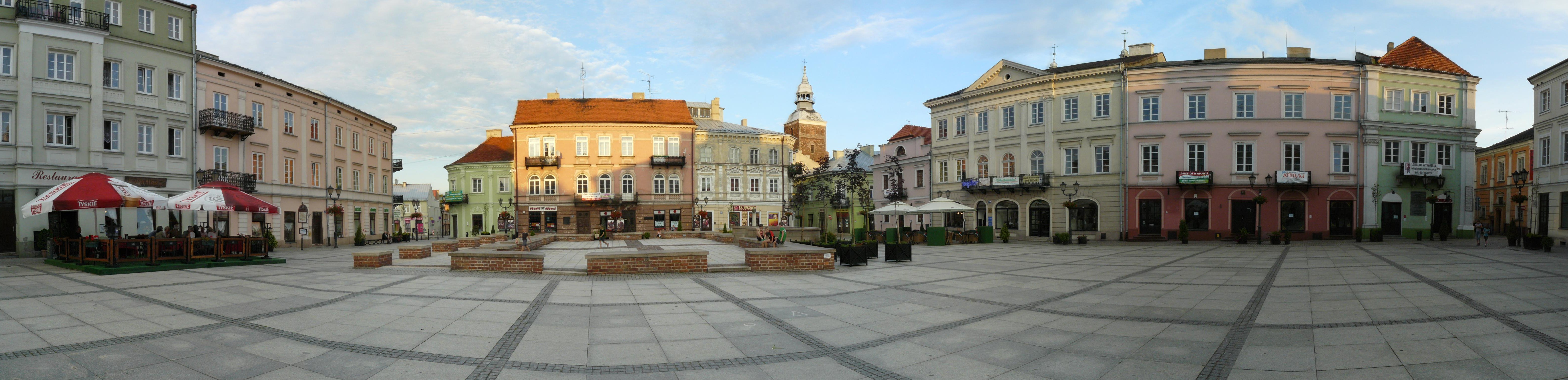
Panoráma náměstí
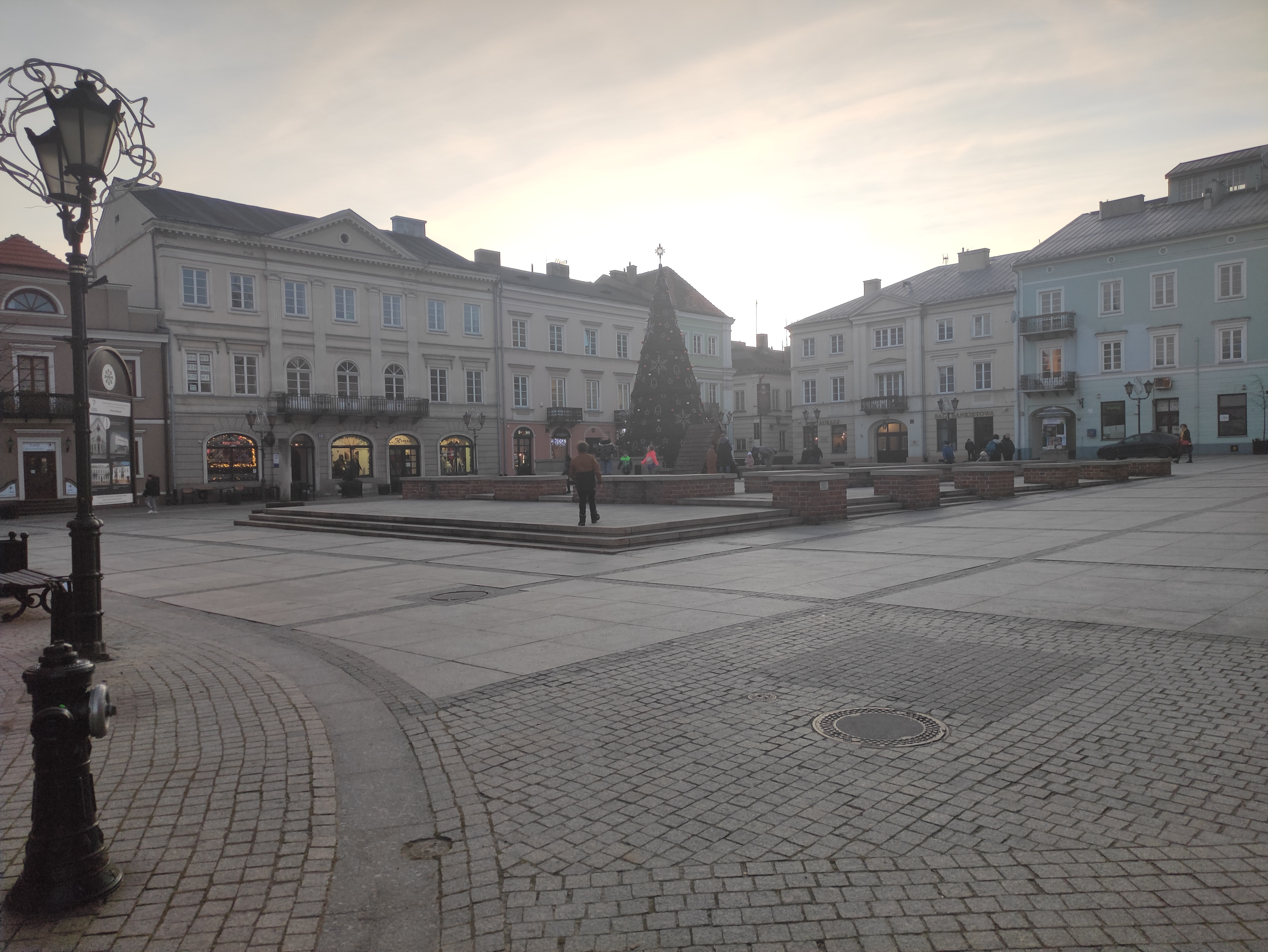
Leden 2023
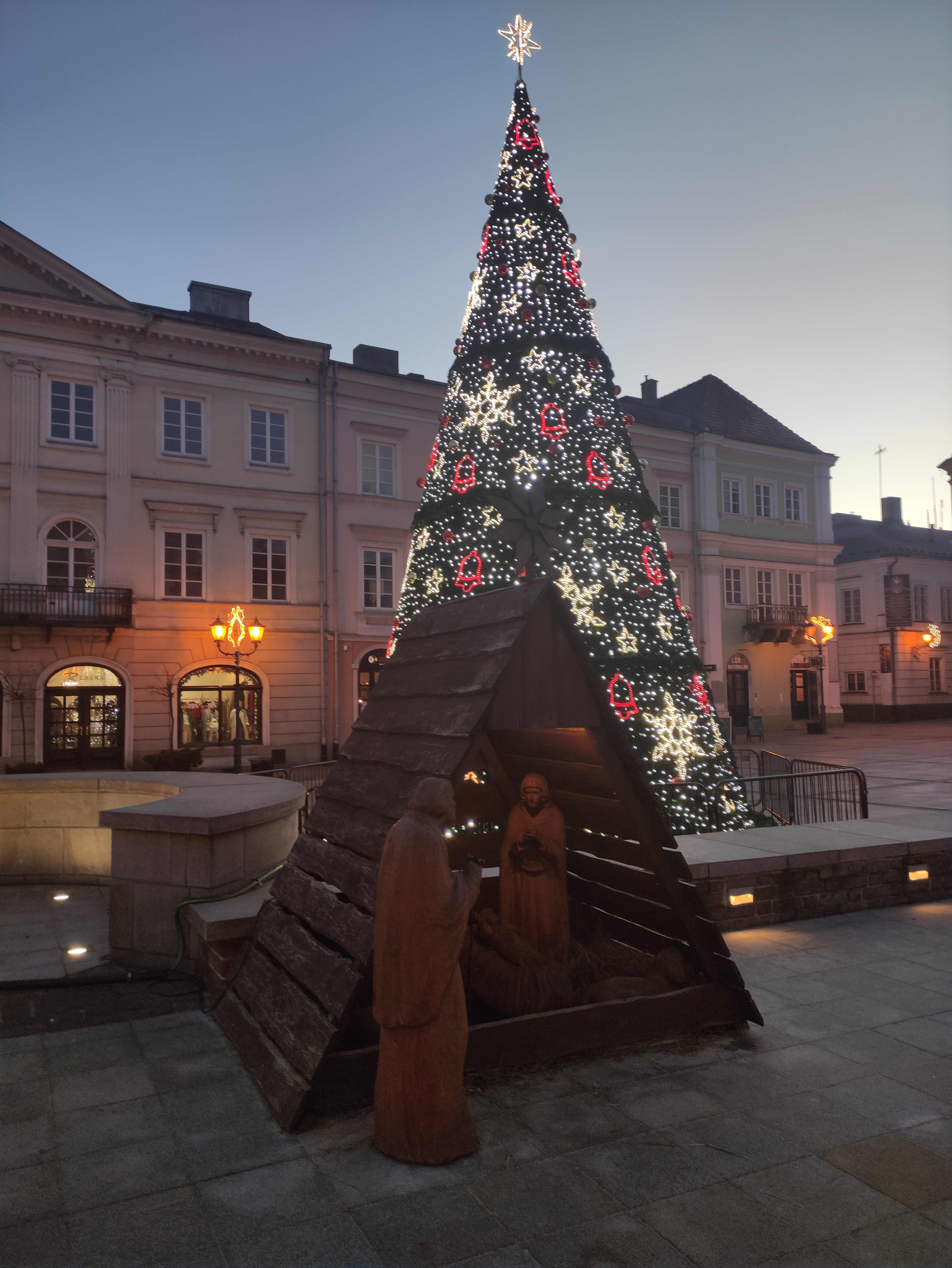
Leden 2023
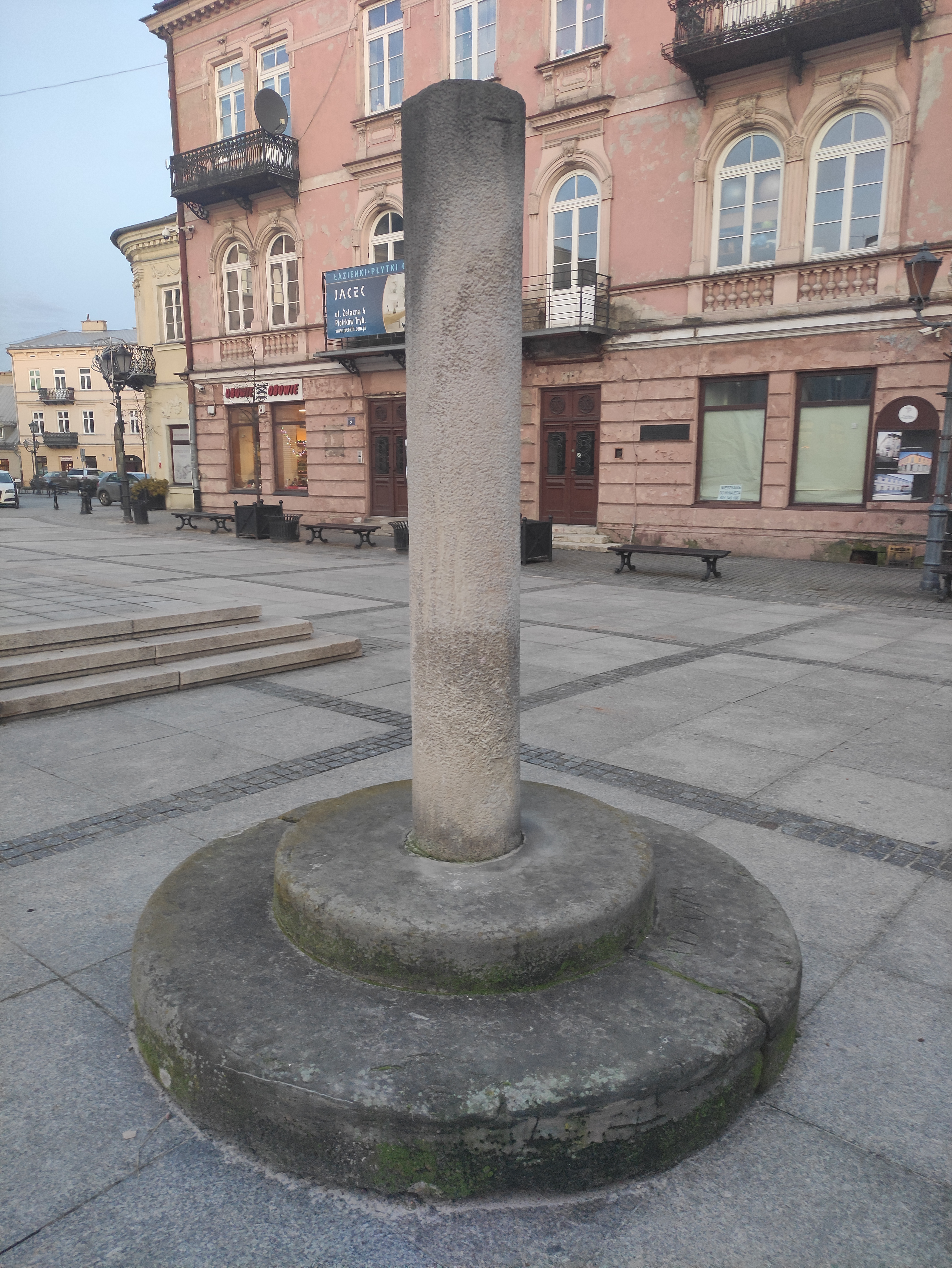
Pranýř
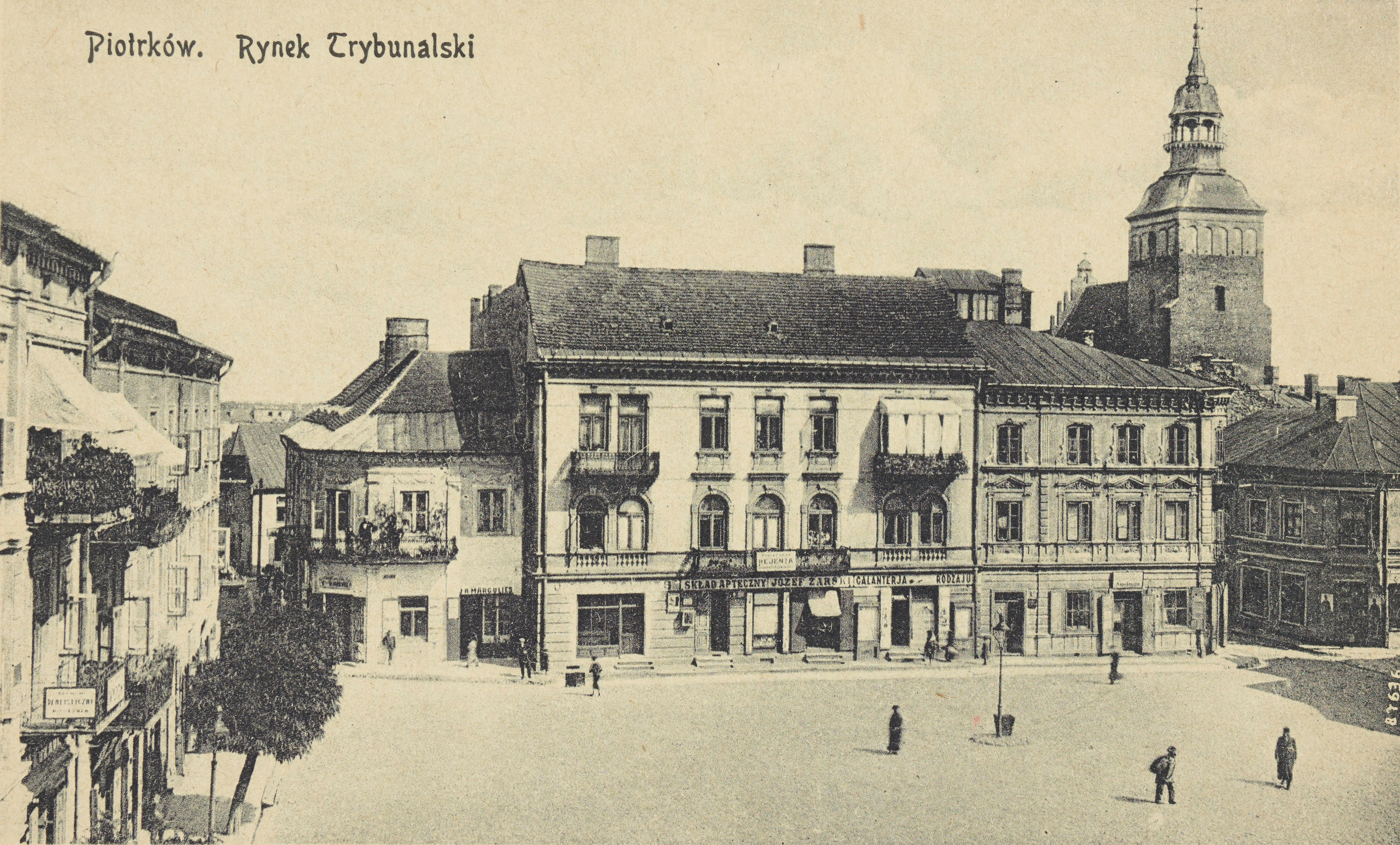
1925